# Deutsche Vereinigung für Soziale Arbeit im Gesundheitswesen
Die Deutsche Vereinigung für Soziale Arbeit im Gesundheitswesen e. V. (DVSG) ist ein Fachverband, der die gesundheitsbezogene Soziale Arbeit im Gesundheits- und Sozialwesen fördert und dazu beiträgt, die Soziale Arbeit insgesamt und in verschiedenen Handlungsfeldern zu stärken und weiterzuentwickeln. Der Vereinssitz und die DVSG-Geschäftsstelle befinden sich in Berlin. Der Verein ist als gemeinnützig anerkannt.

## Geschichte
Die DVSG hat ihren Ursprung in der 1926 gegründeten Deutschen Vereinigung für den Fürsorgedienst im Krankenhaus.
Die Geschichte der Sozialen Arbeit in Krankenhäusern reicht ins Jahr 1896 zurück, wo sich in Berlin die ersten Ansätze finden lassen, für Menschen in Krankenhäusern, neben der medizinischen und pflegerischen Behandlung auch psychosoziale Hilfen durch Fürsorgerinnen zu leisten. In der Berliner Charité fanden erste unterstützende Patientenbesuche von Mitgliedern der „Mädchen und Frauengruppen für Soziale Hilfsarbeit“ statt. Gleichzeitig bauten konfessionelle Vereine in Berlin vergleichbare Aktivitäten auf. Der „Evangelische Verein für kirchliche Zwecke“ und der „Verein zur Fürsorge für die weibliche Jugend“ besuchten Patienten und deren Angehörige in städtischen Krankenhäusern und Siechenanstalten Berlins. Bereits in den Anfangsjahren gab es Einführungskurse und fachliche Unterweisung und bildeten so die ersten beruflichen Ausbildungsbestrebungen in der Wohlfahrtspflege, um Frauen für diese Aufgaben zu qualifizieren.
Im Jahr 1913 berichtete Elsa Strauß, nach einer gemeinsamen Amerikareise mit ihrem Mann, Hermann Strauß (Chefarzt des Jüdischen Krankenhauses Berlin), über die dort geleistete Sozialarbeit im Krankenhaus und deren methodische Ansätze. Ihr Vortrag und dessen spätere Veröffentlichung verhalfen dem neuen Angebot im Krankenhaus zum Durchbruch. In der Folge wurde das „Komitee Soziale Krankenhausfürsorge“ gegründet. Ziel war, in allen städtischen Krankenhäusern Berlins die soziale Krankenhausfürsorge einzurichten bzw. diese auszubauen.
Anfänglich gab es unterschiedliche Arbeitsbedingungen für die Sozialarbeiter. Beispielsweise war der Zutritt zu den Kranken in einigen Häusern nur unter bestimmten Voraussetzungen möglich. Patienten mussten ausdrücklich darum bitten, es durften keine Hinweisschilder und Plakate aufgestellt werden. Diese Schwierigkeiten konnten durch die Arbeit des Komitees gelöst werden. Weiterhin übernahmen das Komitee Organisationsaufgaben, regelte den Einsatz der ehrenamtlichen Kräfte, koordinierte den Erfahrungsaustausch der Mitarbeiter, den Schriftwechsel mit den Behörden und leistete Öffentlichkeitsarbeit. Vorsitzende war Alice Salomon. Mitarbeiterinnen waren bedeutende Frauen der bürgerlichen Frauenbewegung (z. B. Adele Beerensson, Siddy Wronsky und Henriette May).
Der Berliner Magistrat stimmte im Jahr 1914 einem entsprechenden Antrag des Komitees zu, in allen Berliner Städtischen Krankenhäusern eine soziale Krankenhausfürsorge einzurichten, so dass damals in fast allen städtischen Krankenhäusern in Berlin, Charlottenburg und Schöneberg die praktische Arbeit der Krankenhausfürsorge begann.
Parallel wurde im Jahr 1913 die Krankenhaussozialarbeit in weiteren Städten etabliert. Beispielsweise in Frankfurt am Main durch Jenny Apolant, Minnie Roessler und Lina Weber, in Hamburg durch Maria Philippi und in Breslau durch Hildegard Tietze.
Ein weiterer Schritt auf dem Weg, die Krankenhausfürsorge in Berlin systematisch an allen Krankenhäusern zu etablieren war die Gründung des Vereins „Soziale Krankenhausfürsorge außerhalb der Charité e.V.“ durch Hedwig Landsberg und Anni Tüllmann.
Schließlich wurde 1926 auf der Ausstellung Gesundheit, Soziales, Leibesübungen (Gesolei) in Düsseldorf die Deutsche Vereinigung für den Fürsorgedienst im Krankenhaus gegründet.
Die Vereinigung sollte in erster Linie als Studiengesellschaft wirken und Erfahrungen aus dem In- und Ausland sammeln, bearbeiten und vermitteln. In einem Presseaufruf am 25. Oktober 1926 wurden alle Behörden, Körperschaften und Personen, dies sich für den Aufgabenbereich des Fürsorgedienstes im Krankenhaus interessieren, aufgefordert der neuen Organisation beizutreten.
Unmittelbar nach der Machtübernahme durch die Nationalsozialisten wurden im April 1933 alle Mitarbeiter mit jüdischer Religionszugehörigkeit, jüdischer Abstammung oder jüdischem Namen aus der Deutschen Vereinigung für den Fürsorgedienst im Krankenhaus ausgeschlossen. Betroffen hiervon waren auch der damalige Vorsitzende der Vereinigung Alfred Goldscheider (Direktor der III. medizinischen Universitätsklinik Berlin) sowie die Geschäftsführerin Hedwig Landsberg. Die Vorstellungen der Nationalsozialisten zur Gesundheitspolitik, Erbgesundheitspflege, Rassenhygiene und die Abwendung vom Individualprinzip in der Wohlfahrtspflege wurden von vielen Mitgliedern begrüßt. Es wurde appelliert das Fachwissen und Können im Sinne der Zielvorstellungen des Dritten Reiches einzusetzen. Die Satzung der Deutschen Vereinigung für den Fürsorgedienst im Krankenhaus wurde den neuen Bedingungen angepasst und bestimmte, dass nur noch Deutsche arischer Abstimmung Mitglied der Vereinigung werden konnten. Die Deutsche Vereinigung für den Fürsorgedienst im Krankenhaus „unterstellte“ sich im April 1935 dem „Hauptamt der Volkswohlfahrt der Reichsleitung der NSDAP“. In der Folge übernahmen bis 1945 führende Vertreter der Nationalsozialistischen Volkswohlfahrt (NSV) den Vorsitz der DVSK.
Nach der Befreiung Deutschlands im Mai 1945 wurde die Deutsche Vereinigung für den Fürsorgedienst im Krankenhaus aufgrund ihrer Zugehörigkeit zur NSV aufgelöst. Im Dezember 1946 wurde in der Charité die Arbeitsgemeinschaft Berlin der Krankenhausfürsorgerinnen gegründet. Die frühere Geschäftsführerin der Deutschen Vereinigung für den Fürsorgedienst im Krankenhaus, Hedwig Landsberg, begann ebenfalls wieder als Krankenhausfürsorgerin in Heidelberg zu arbeiten und initiierte 1949 ein erstes Treffen in Heidelberg. Die damalige Versammlung beschloss die Wiedergründung der Deutschen Vereinigung für den Fürsorgedienst im Krankenhaus. Hedwig Landsberg beendete 1951 mit 72 Jahren ihre Tätigkeit als Krankenhausfürsorgerin und widmete sich ausschließlich ihrer Aufgabe als Geschäftsführerin der Deutschen Vereinigung für den Fürsorgedienst im Krankenhaus. Der Sitz der Geschäftsstelle war zunächst Heidelberg.
1965 wurde der Verein in Deutsche Vereinigung für den Sozialdienst im Krankenhaus (DVSK) umbenannt.
1971 wurde die Geschäftsstelle nach Mainz verlegt.
2003 beschloss die Mitgliederversammlung die Öffnung des Fachverbandes für alle Arbeitsfelder der Sozialen Arbeit im Gesundheitswesen. Damit wurde neben den traditionellen stationären Bereichen der Sozialdienste in Akutkrankenhäusern und Rehabilitationskliniken auch die Aufnahme von Mitgliedern aus anderen Arbeitsfeldern, wie z. B. ambulanten Beratungsstellen, möglich. Der Name des Fachverbandes wurde in Deutsche Vereinigung für Sozialarbeit im Gesundheitswesen e.V. (DVSG) angepasst.
2011 kam es entsprechend der Entwicklungen und Diskussionen in der Sozialarbeit/Sozialpädagogik zu einer Anpassung des Namens in Deutsche Vereinigung für Soziale Arbeit im Gesundheitswesen e.V. (DVSG). Der Sitz des Vereins und die Bundesgeschäftsstelle werden nach Berlin verlegt.
Seit 2015 hat die DVSG eine weitere fachliche Fokuserweiterung vollzogen: Der Blick geht hin zur gesundheitsbezogenen Sozialen Arbeit in allen Settings und Institutionen des Gesundheits- und Sozialwesens. Mit dem "Qualifikationskonzept Gesundheitsbezogene Soziale Arbeit" legt die Vereinigung ein an Kompetenzleveln orientiertes Konzept vor, das auf Bachelor-, Master- und Doktorlevel Kompetenzen der gesundheitsbezogenen Sozialen Arbeit definiert.

## Aufgaben und Ziele
- Beratung und Information der Mitglieder
- Förderung einer stärkeren Einbeziehung sozialer Aspekte in Prävention, medizinische Versorgung und Rehabilitation
- Förderung der Qualität der Sozialen Arbeit durch Richtlinien, Standards, Forschungsvorhaben
- Inhaltliche und strukturelle Weiterentwicklung durch Erarbeitung von Konzepten, gesundheits- und sozialpolitischen Positionsbestimmungen und Stellungnahmen
- Beratung und Information von Politik, Verwaltung und Fachöffentlichkeit
- Kooperation mit Entscheidungsträgern im Gesundheits- und Sozialwesen
- Förderung und Initiierung von Erfahrungsaustausch und Kooperation innerhalb der Sozialen Arbeit sowie interdisziplinären Zusammenhängen
- Förderung des fachlichen Austausches zwischen Forschung, Lehre und Praxis
- Herausgabe einer Fachzeitschrift (FORUM sozialarbeit + gesundheit)
- Veröffentlichungen
- Organisation und Durchführung von Fachtagungen und Kongresse
- Fort- und Weiterbildung
- Öffentlichkeitsarbeit

## Struktur
Der Gesamtvorstand besteht aus bis zu elf Mitgliedern. Der Beirat der DVSG besteht aus den 1. und 2. Vorsitzenden der DVSG und den entsandten Mitgliedern der Landesarbeitsgemeinschaften. Die DVSG ist in regionalen Landesarbeitsgemeinschaften organisiert. Die inhaltliche Bearbeitung aktueller Themen wird in Fachbereichen und Arbeitsgruppen der DVSG organisiert.
Die DVSG hat in der langen historischen Tradition Menschen eine Ehrenmitgliedschaft verliehen, die in besonderem Maße die Wurzeln und die Entwicklung der Verbandsarbeit geprägt und gestaltet haben. Die Ernennung von Ehrenmitgliedern erfolgt durch die Mitgliederversammlung. Namentlich sind Ehrenmitglieder der DVSG 
- Alice Salomon † 1948
- Anni Tüllmann † 1958
- Hedwig Landsberg † 1967
- Paul Christian †
- Irmgard Linde † 1993
- Marga Pflüger †
- Margret Mehs † 1999
- Reinhold Röhrig † 2012
- Peter Reinicke
- Ulrich Kurlemann

## Veröffentlichungen
- Deutsche Vereinigung für Soziale Arbeit im Gesundheitswesen e.V.: DVSG-Fallgruppen für die Sozialarbeit im Gesundheitswesen Berlin 2006, ISBN 3-9811072-0-9.
- DVSK: Handlungskonzept für Soziale Arbeit im Krankenhaus
- Deutsche Vereinigung für Soziale Arbeit im Gesundheitswesen e.V.: Positionspapier Case Management und Soziale Arbeit, Berlin 2008
- Deutsche Vereinigung für Soziale Arbeit im Gesundheitswesen e.V.: Grundsatzpapier Soziale Arbeit in der medizinischen Rehabilitation, Berlin 2008
- Deutsche Vereinigung für Soziale Arbeit im Gesundheitswesen e.V.: DVSG-Qualitätsmanagement. Leitfaden zum Aufbau eines Qualitätsmanagementsystems für Klinische Sozialarbeit, Berlin 2011, ISBN 3-9811072-6-8
- Deutsche Vereinigung für Soziale Arbeit im Gesundheitswesen e.V.: Positionspapier Ambulante Beratung, Berlin 2013
- Deutsche Vereinigung für Soziale Arbeit im Gesundheitswesen e.V.: Positionspapier Entlassungsmanagement durch Soziale Arbeit in Krankenhäusern und Rehabilitationskliniken, Berlin 2022
- Deutsche Vereinigung für Soziale Arbeit im Gesundheitswesen e.V.: Digitalisierung im Gesundheits- und Sozialwesen. Arbeitshilfe für Fachkräfte der Sozialen Arbeit, Berlin 2023
- Deutsche Vereinigung für Soziale Arbeit im Gesundheitswesen e.V.: Qualifikationskonzept Gesundheitsbezogene Soziale Arbeit, Berlin 2015
- Deutsche Vereinigung für Soziale Arbeit im Gesundheitswesen e.V. und Deutsche Krebsgesellschaft: Expertenstandard "Psychosoziale Erstberatung onkologischer Patient*innen durch Soziale Arbeit in der stationären Versorgung (PEOPSA)", Berlin 2018
- Deutsche Vereinigung für Soziale Arbeit im Gesundheitswesen e.V.: DVSG Qualitätsmanagement. Handbuch der Sozialen Arbeit zu Zertifizierungen im Gesundheitswesen. Berlin 2019, ISBN 978-3-9817885-3-2
- Deutsche Vereinigung für Soziale Arbeit im Gesundheitswesen e.V.: Produkt- und Leistungsbeschreibung der Sozialen Arbeit im Gesundheitswesen, 4. überarbeitete und aktualisierte Auflage, Berlin 2019, ISBN 978-3-9817885-1-8